# Abruptum
Abruptum — шведский музыкальный проект, исполнявший дарк-эмбиент и нойз. Образован в 1989, прекратил существование в 2005. Возобновили деятельность в 2008 году
Группа играла смесь нойза и блэк-метала, пока в альбоме Casus Luciferi не перешла к более спокойному дарк-эмбиенту. С 1996 по 2006 годы Abruptum состоял из единственного участника — Evil, гитариста группы Marduk. Первые два студийных альбома были изданы на лейбле Евронимуса Deathlike Silence Productions, причём Obscuritatem Advoco Amplectere Me стал последним альбомом, выпущенным на DSP (уже после убийства Евронимуса).
Музыка проекта периода 2000-х годов достаточно сложна для восприятия. Некоторые критики характеризовали её как «оргии треска и шумовых эффектов, лишённые всякой атмосферности» и «чистую пытку».

## История
Группа была образована в 1989 году, хотя по словам главного идеолога и основателя группы Tony «IT» Särkkä планы собрать подобную группу были ещё в 1987 году. Группа является одной из родоначальников стиля Noise Black Metal и одной из известных групп в стиле Black Metal. Группа была подписана на Норвежском лейбле Евронимуса Deathlike Silence Productions, на котором выпустила два альбома Obscuritatem Advoco Amplectére Me (1993) и In Umbra Malitiae Ambulabo, In Aeternum In Triumpho Tenebrarum (1994), последний уже после смерти самого Евронимуса.

## Состав

### Текущий состав
- Evil (Morgan Håkansson) — гитарист Marduk — гитары, клавишные, ударные

### Бывшие участники
- IT (Tony Särkkä) — вокал, гитара, бас, ударные, скрипка, (1989—1996)
- All (Jim Berger) — вокал (1990—1991)
- Ext — бас (1990)

## Дискография

### Альбомы
- Obscuritatem advoco amplectère me (1993 г.)
- In Umbra Malitae Ambulabo, In Aeternum In Triumpho Tenebrarum (1994 г.)
- Vi Sonas Veris Nigrae Malitiaes (1996 г.)
- Casus Luciferi (2004 г.)
- Potestates Apocalypsis (2011 г.)

### Мини-альбомы
- Evil (7") — 1991.
- De Profundis Mors Vas Consumet — 2000
- Maledictum — 2008
- Apostoli Infernum — 2019

### Демо
- Abruptum (аудиокассета) — февраль 1990.
- The Satanist Tunes (аудиокассета) — август 1990.
- Orchestra of Dark (аудиокассета) — 1991.

### Сборники
- Evil Genius — 1995
- Evil Genius — 2007 — переиздание (добавлен трек «De Profundis Mors Vas Cousumet»)